# Dolbina consimilis
Dolbina consimilis är en fjärilsart som beskrevs av Rothschild och Jordan 1903. Dolbina consimilis ingår i släktet Dolbina och familjen svärmare. Inga underarter finns listade i Catalogue of Life.